# Resolució 2193 del Consell de Seguretat de les Nacions Unides
La Resolució 2193 del Consell de Seguretat de les Nacions Unides fou adoptada el 18 de desembre de 2014. El Consell va renovar els mandats dels jutges del Tribunal de Iugoslàvia a La Haia i va tornar a nomenar Serge Brammertz com a fiscal.
Igual que l'última vegada, Rússia es va abstenir perquè considerava inacceptable que el Tribunal no conclogués a la data límit fixada sense que s'expliqués el motiu, alhora que s'ignorava que l'assessorament de Rússia per contractar assistència externa.

## Contingut
El Consell va tornar a demanar al Tribunal que completés el seu treball el més aviat possible, de manera que les tasques poguessin ser assumides pel Mecanisme Internacional Residual per als tribunals penals. El mandat dels següents jutges i jutges ad litem es va ampliar fins al 31 de juliol de 2015 o fins a la finalització dels seus casos actuals:
- Patrick Robinson
- Koffi Kumelio Afande
- Carmel Agius
- Liu Daqun
- Theodor Meron
- Fausto Pocar
- Jean-Claude Antonetti
- O-Gon Kwon
- Burton Hall
- Howard Morrison
- Guy Delvoie
- Christoph Flügge
- Alphons Orie
- Bakone Justice Moloto
- Melville Baird
- Flavia Lattanzi
- Antoine Kesia-Mbe Mindua

A més, es va renovar el mandat del fiscal Serge Brammertz fins al 31 de desembre de 2015.